# Schnelle Nullenergie-Anordnung Karlsruhe
Die Schnelle Nullenergie-Anordnung Karlsruhe (SNEAK) war eine Reaktorforschungsanlage (Nullleistungsreaktor), die im Kernforschungszentrum Karlsruhe (heute Karlsruher Institut für Technologie) von 1966 bis 1985 betrieben wurde. In ihr wurden Reaktorkerne für Brutreaktoren neutronenphysikalisch erprobt. 

## Geschichte
Baubeginn für den Reaktor war im Herbst 1964. Im Dezember 1966 erreichte der Reaktor seine erste Kritikalität. Der Reaktor ging als vorletzte von sechs kerntechnischen Anlagen am Kernforschungszentrum Karlsruhe in Betrieb. Fünf Jahre zuvor war der Forschungsreaktor 2, drei Jahre zuvor der Schnell-Thermische Argonaut-Reaktor, ein Jahr zuvor der Mehrzweckforschungsreaktor und im selben Jahr ein Siemens-Unterrichtsreaktor in Betrieb genommen wurden. Das Kernkraftwerk KNK wurde fünf Jahre später erstmals kritisch.
SNEAK wurde nach 19-jähriger Laufzeit als vierte der sechs Anlagen im November 1985 zum letzten Mal abgeschaltet. Die Genehmigung zur Stilllegung wurde daraufhin am 3. Juni 1986 erteilt, die Reaktoranlage wurde schließlich am 6. Mai 1987 aus dem Geltungsbereich des deutschen Atomgesetzes entlassen.

## Aufbau
Die thermische Leistung des Reaktors war auf maximal 1 kW begrenzt. Dadurch genügte zur Kühlung die Raumluft. Dies ermöglichte es, baukastenartig in flexibler Weise Brutreaktor-Kerne verschiedener Größe, Geometrie und Zusammensetzung aufzubauen und neutronenphysikalisch zu untersuchen. Die maximale Neutronenflussdichte betrug ca. 107 n/cm2 s.

## Forschung
Die Anlage war ein wichtiges Hilfsmittel bei der Entwicklung von Brutreaktoren (sogenannten „schnellen Brütern“). Sie wurde zur Bestimmung von kritischen Massen, Leistungsverteilungen, Steuerstab-Reaktivitätswerten, Brutraten, Neutronenspektren und verschiedenen Reaktivitätskoeffizienten – vor allem  Natrium-Voidkoeffizienten – eingesetzt.